# Lijst van bekende Curaçaoënaars
Hieronder volgt een lijst van bekende Curaçaoënaars en bekende personen van Curaçaose afkomst.

## Kunst en cultuur
- Ailsa Anastatia, beeldend kunstenaar
- Jandino Asporaat, presentator en stand-upcomedian
- Herman van Bergen, beeldend kunstenaar
- Kris Berry, zangeres/songwriter
- Sander van Beusekom, beeldend kunstenaar
- Paul Blanca, fotograaf
- Christiana Bohorquez, zanger en songwriter
- Hortence Brouwn, beeldend kunstenaar
- Izaline Calister, zangeres
- José Capricorne, graficus en kunstschilder
- Gabri Christa, choreograaf, filmmaker
- Randal Corsen, pianist en componist
- Avantia Damberg, beeldend kunstenaar
- Daisy Dee, zangeres, actrice en tv-presentatrice
- Franky Douglas, gitarist en componist
- Sharelly Emanuelson, beeldend kunstenaar, filmmaker
- Radna Fabias, schrijver en dichter
- Wensly Francisco, documentaire maker, auteur, Creatief Directeur, regisseur en eindredacteur
- Fresku, rapper
- Natasja Gibbs, journalist en televisie- en radiopresentator
- Giovanca, zangeres
- Freddy Haayen, muziekproducent
- May Henriquez, beeldhouwer, vertaler, mecenas
- Everon Jackson Hooi, acteur
- Elis Juliana, beeldend kunstenaar
- K-Liber 4 Life, muziekgroep
- Kempi, rapper
- Yubi Kirindongo, beeldend kunstenaar
- Tania Kross, mezzosopraan
- Alphons Levens, dichter en schrijver
- Jhomar Loaiza, beeldend kunstenaar
- Garrick Marchena, beeldend kunstenaar
- Rudy Martina, beeldend kunstenaar
- Milouska Meulens, televisiepresentatrice
- Tirzo Martha, beeldend kunstenaar
- Mafalda Minguel, zangeres
- Tony Monsanto, beeldend kunstenaar
- Jacobo Palm, componist
- Jan Gerard Palm, componist
- John Palm, componist
- Norman de Palm, theater- en film producent
- Rudolph Palm, componist
- Sheila Payne, verhalenverteller
- Rina Penso, actrice en zangeres
- Suzanne Perlman, beeldend kunstenaar
- Rudy Plaate, singer-songwriter
- Avery Preesman, beeldend kunstenaar
- Edsilia Rombley, zangeres
- Felix de Rooy, theater- en filmregisseur en beeldend kunstenaar
- Raymi Sambo,  acteur, presentator en zanger
- Nena Sanchez, beeldend kunstenaar
- Jasmine Sendar, actrice en zangeres
- Francis Sling, beeldend kunstenaar
- Norva Sling, beeldend kunstenaar
- Ellen Spijkstra, beeldend kunstenaar
- Perla Thissen, actrice
- Claire Verkoyen, beeldhouwer en keramist
- Anton Vrede, beeldend kunstenaar
- Esmée Winkel, botanisch tekenaar, illustrator en kunstenaar
- Danny Yanga, zanger, acteur, presentator en model

## Politici
- Dayanara Chin-A-Lien-Roozendal, minister van Sociale Ontwikkeling, Werk en Welzijn
- Jaime Córdoba, minister van Sociale Ontwikkeling, Werk en Welzijn
- Hubert Fermina, Kamerlid Democraten 66
- Marcolino Franco, politicus en medeoprichter van de sociaalliberale partij PAIS
- Lucille George-Wout, gouverneur
- Wilson Godett, vakbondsleider en minister
- Daniel Hodge, minister-president van Curaçao
- John Leerdam, Kamerlid Partij van de Arbeid
- Kimberly Lew-Jen-Tai, minister van Bestuur, Planning en Diensten
- Cynthia Ortega-Martijn, Kamerlid ChristenUnie
- Steven Martina, politicus van Partido MAN
- Charetti America-Francisca, statenvoorzitter
- Adèle van der Pluijm-Vrede, notaris en politica
- Eugene Rhuggenaath, minister-president van Curaçao
- Michèle Russel-Capriles, waarnemend gouverneur
- Gerrit Schotte, minister-president van Curaçao
- Ben Whiteman, minister-president van Curaçao
- Helmin Wiels, statenlid namens Pueblo Soberano

## Schrijvers
- Frank Martinus Arion
- Eric de Brabander
- Sonia Garmers
- Elodie Heloise
- Elis Juliana
- Boeli van Leeuwen
- Tip Marugg
- Nilda Pinto
- Wensly Francisco
- Rene de Rooy

## Sporters
- Patrick van Aanholt, voetballer
- Vurnon Anita, voetballer
- Leandro Bacuna, voetballer
- Wladimir Balentien, honkballer
- Riechedly Bazoer, voetballer
- Roger Bernadina, honkballer
- Liemarvin Bonevacia, atleet
- Joshua Brenet, voetballer
- Enith Brigitha, zwemster
- Leroy Fer, voetballer
- Guyon Fernandez, voetballer
- Johannes Gregorius, honkballer
- Juan Gregorius, honkballer
- Ergilio Hato, voetballer
- Raymond Heerenveen, sprinter
- Ozzie Albies, honkballer
- Kenley Jansen, honkballer
- Andruw Jones, honkballer
- Jair Jurrjens, honkballer
- Jürgen Locadia, voetballer
- Jurswailly Luciano, handbalster
- Chaunice Maduro, softballer
- Hedwiges Maduro, voetballer
- Churandy Martina, atleet
- Cuco Martina, voetballer
- Javier Martina, voetballer
- Quenten Martinus, voetballer
- Hensley Meulens, honkballer
- Ralph Milliard, honkballer
- Rudy Monk, gewichtheffer
- Ricardo van Rhijn, voetballer
- Jean-Julien Rojer, tennisser
- Tessa Solomon, zwemster
- Gregory van der Wiel, voetballer
- Jetro Willems, voetballer
- Errol Zimmerman, kickbokser

## Overig
- Margareth Abraham, ALM stewardess overleden in vliegramp
- Pedro Luis Brión, admiraal
- Maarten Ellis, jurist
- Mariana Franko, vrije vrouw
- Quinsy Gario, activist
- Izzy Gerstenbluth, arts-epidemioloog
- Margo Groenewoud, historicus
- Glenn Helberg, psychiater en activist
- Eugènie Herlaar (1939-2024), nieuwslezeres
- Albert Kikkert, marine-officier en gouverneur
- Ferdinand Kieckens, grondlegger St.Elisabeth hospitaal
- Inga Rhonda King, Saint Vincentiaans accountant, docent en publicist
- George Maduro, verzetsstrijder WOII
- Mongui Maduro, bankier, zakenman, verzamelaar
- Roy Martina, arts, auteur van medische boeken
- Sandra Meeuwsen, sportfilosoof
- Martinus Niewindt, grondlegger bisdom  Willemstad
- Manuel Carlos Piar, generaal
- Tula, vrijheidsstrijder, nationale held